# Buněčná teorie
Buněčná teorie je vědecká teorie, která je jedním ze základních kamenů biologie. Mezi všeobecně přijímané teze buněčné teorie patří:
- Buňka je základní strukturní a funkční jednotkou živých soustav.
- Všechny organismy se skládají z jedné nebo více buněk nebo jsou na buňkách závislé (viry).
- Buňky vznikají z jiných buněk buněčným dělením.
- Buňky nesou genetický materiál a při buněčném dělení jej předávají dceřiným buňkám.
- Chemické složení všech buněk je v zásadě stejné.
- Uvnitř buněk se odehrávají v zásadě stejné energetické pochody (biochemické procesy, buněčný metabolismus).

## Historie
V roce 1838 botanik Matthias Jakob Schleiden a fyziolog Theodor Schwann objevili, že rostlinné i živočišné buňky mají jádro. Toto poznání je vedlo k názoru, že všechny živé soustavy jsou složeny z buněk. Nejdříve v roce 1838 Schleiden a následně v roce 1839 Schwann publikovali své poznatky a prvně formulovali buněčnou teorii ve smyslu, že veškeré živé organizmy jsou tvořeny jednou či více buňkami, a že je základní strukturní jednotkou všech organismů. Samotné základy buněčné teorie nejsou podloženy jen jejich prací, ale zakládají se na předchozích pracích Purkyněho a dalších.
Teorie byla později doplněna o poznatek, že buňky mohou vzniknout jen z jiných už existujících buněk jejich dělením popř. splýváním a rozvinula se o poznání významu heterogenního obsahu buněk na jejich funkci.